# 播但連絡道路
播但連絡道路（ばんたんれんらくどうろ、英語: BANTAN ROAD）は、兵庫県姫路市の姫路JCTから同県朝来市の和田山JCTに至る、地域高規格道路（自動車専用道路）の一般国道312号であり、兵庫県道路公社が管理している一般有料道路である。略称は播但道（ばんたんどう）。
高速道路ナンバリングによる路線番号は、「E95」が割り振られている。

## 路線概要

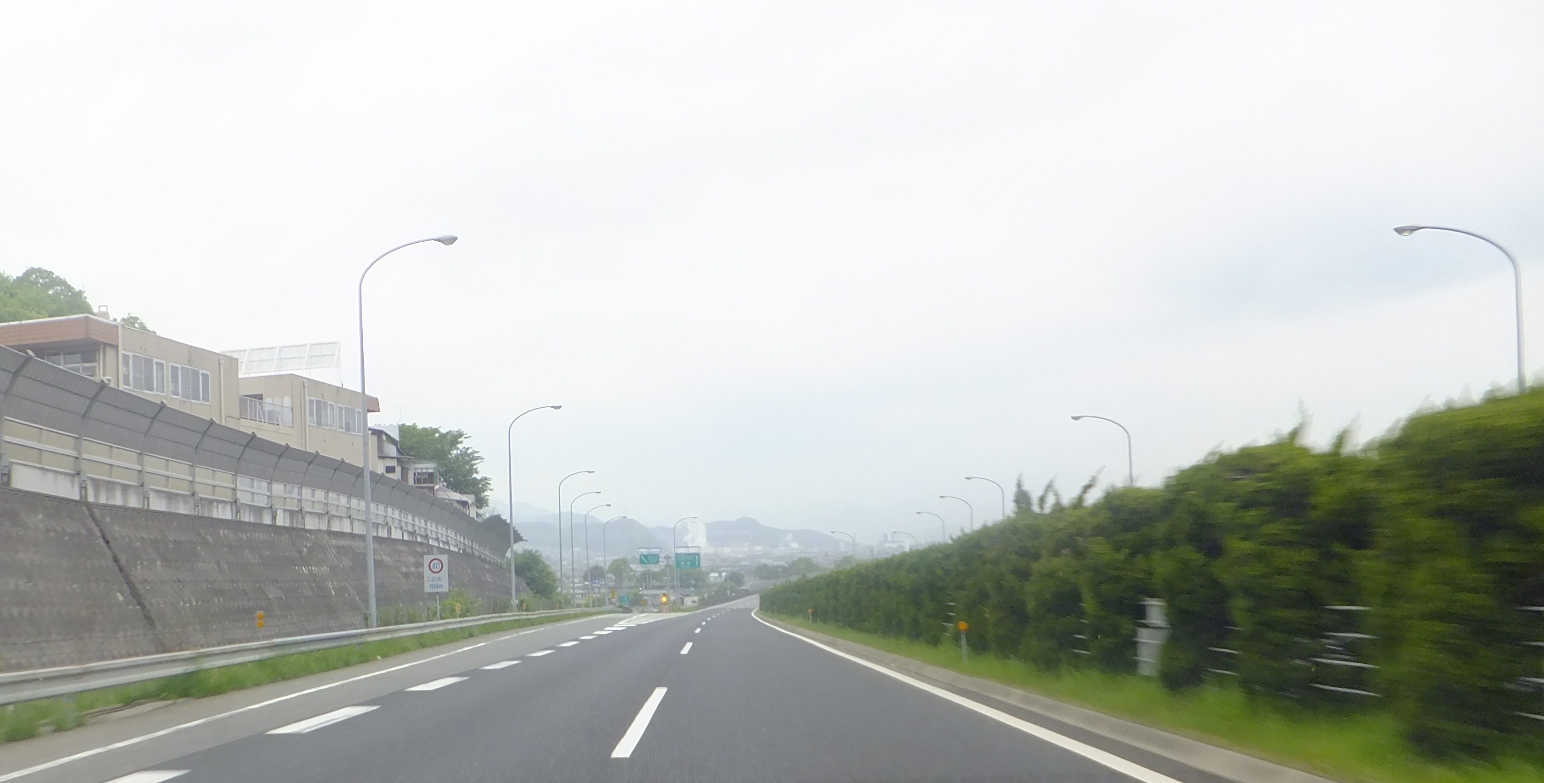
豊富ランプ付近。姫路市豊富町御蔭で撮影。

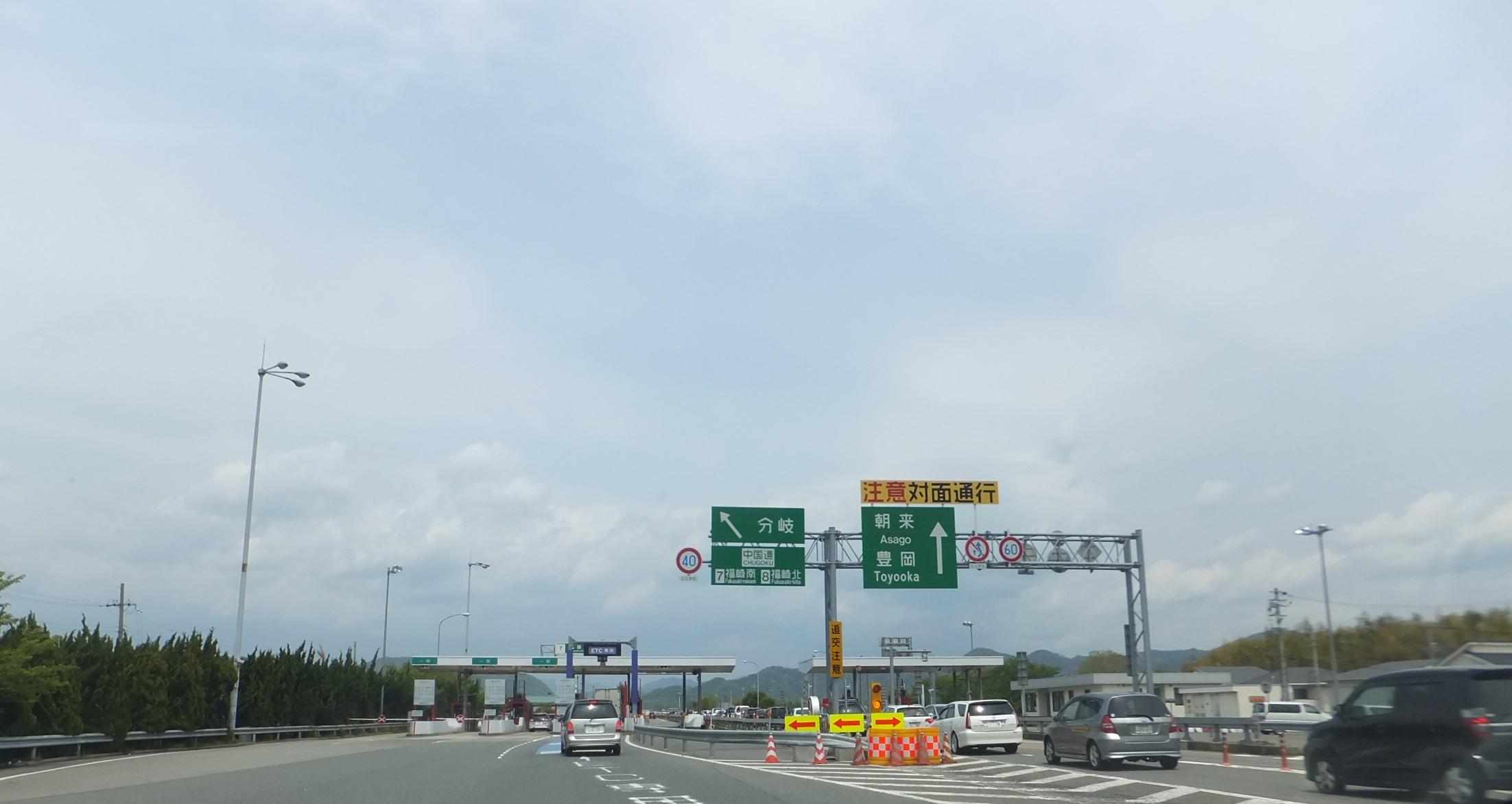
本線が4車線から2車線に減少する福崎南料金所付近。姫路市船津町で撮影。

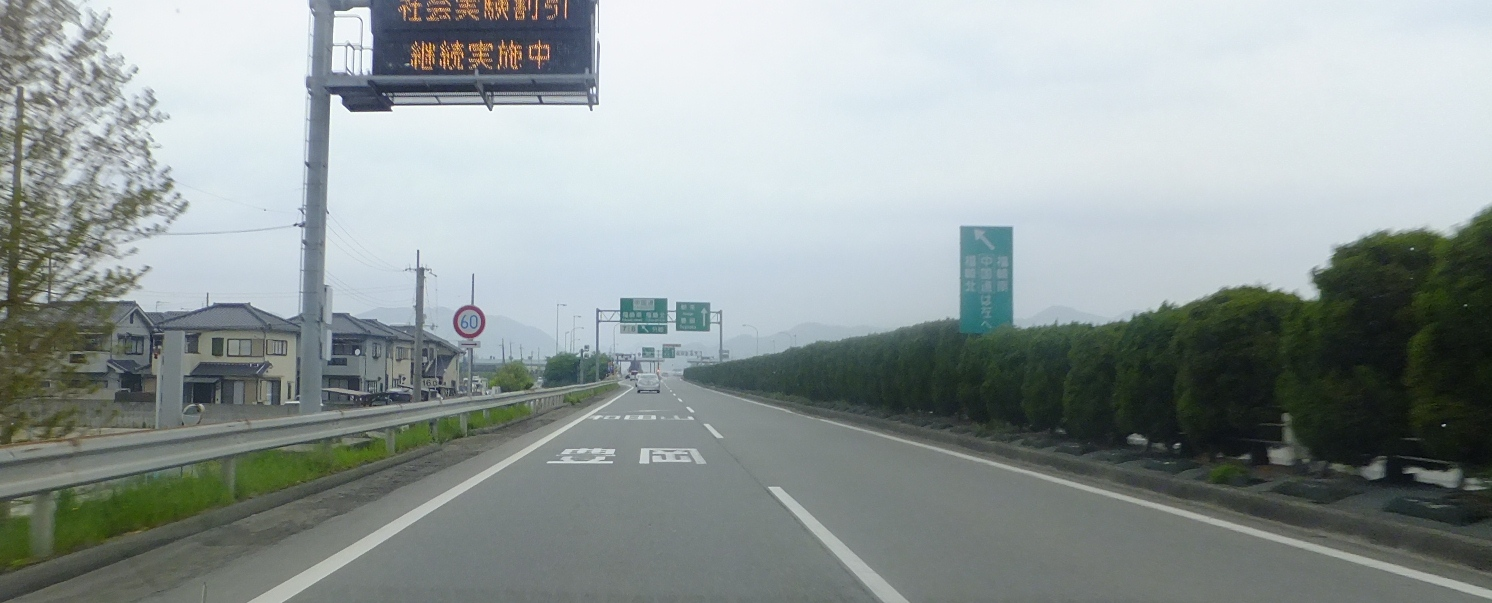
福崎南ランプ付近。神崎郡福崎町南田原で撮影。

兵庫県の中心部西寄り、中播磨と南但馬とを南北にほぼ一直線に結ぶ道路で、国道312号のほかJR播但線・市川・円山川と平行している。
姫路JCTにおいて国道2号姫路バイパスから分岐し、ほどなく山陽新幹線・山陽本線を越える。この先で条件が良ければ西方に小さく姫路城が見える。一度山越えをする途中で山陽自動車道と接続、越え終わったあたりからふたたび播磨平野をゆるやかに上りながら北上する。福崎南ランプ手前まで4車線区間、ここより6車線区間だが、内側2車線が和田山方面への対面通行路、外側南北各2車線がランプおよび中国自動車道への集散路となる。外側線と内側線が合流する福崎北ランプからは和田山ICまで2車線の対面通行となる。福崎北ランプより北は急カーブ・急勾配が連続する箇所が多い。生野ランプの北側あたりが市川と円山川の分水嶺であり、このあたりから和田山方へ向かっての下り勾配となる。そして多数のトンネルを抜けて和田山へと至る。南行きが上り線で、北行きが下り線。
トンネル内ではNHKラジオ第1放送、朝日放送ラジオ、MBSラジオ、ラジオ関西が受信可能である。

### 路線データ
- 道路種別 : 地域高規格道路
- 全長 : 55.5 km
- 道路規格 : 第1種3級,第1種4級（自動車専用道路）
- 車線数 : 4車線,2車線
- 設計速度 : 80 km/h・60 km/h
- 全事業費 : 1365億2723万円

## 歴史
兵庫県内の幹線道路網「高速道六基幹軸」のうちの「播磨但馬軸」として計画された路線である。1970年より建設が進められ2000年に完成した。和田山JCTで北近畿豊岡自動車道と接続している。また、姫路バイパス以南に延伸し播磨臨海地域道路に接続させる構想もある。
- 1973年（昭和48年）11月1日：1期区間・砥堀ランプ - 福崎北ランプ間開通。
- 1975年（昭和50年）11月1日：1期区間・福崎北ランプ - 市川北ランプ間開通。
- 1980年（昭和55年）2月14日：一般県道501号より一般国道312号に指定変更。
- 1981年（昭和56年）1月13日：2期区間・花田IC - 砥堀ランプ間開通。
- 1982年（昭和57年）9月28日：3期区間・市川北ランプ - 神崎北ランプ間開通。
- 1985年（昭和60年）12月7日：2期区間・姫路JCT - 花田IC間開通。
- 1992年（平成4年）3月26日：4期区間・神崎北ランプ - 生野北（現・生野北第2）ランプ間開通。
- 1993年（平成5年）7月23日：2期区間・姫路JCT - 砥堀ランプ間4車線化完成。
- 2000年（平成12年）
  - 5月27日：5期区間・生野北ランプ - 和田山IC間開通により全通。
  - 9月25日：5期区間・生野北第1ランプ供用開始により全線完成。
- 2017年（平成29年）
  - 3月31日：全料金所にETC設備が完成[5]。
  - 4月3日：ETC限定の割引料金が開始される[6][7]。
  - 8月18日：大雨による土砂崩れにより、上り線の神崎南ランプ - 市川南ランプ間、下り線の福崎北ランプ - 神崎南ランプ間で通行止めとなる[8]。下り線は23日、上り線は25日に復旧した[9]。

## 利用方式
2000年の全線開通を期に通行券方式となっている。山陽自動車道山陽姫路東IC経由で利用する場合、通行券はNEXCO西日本管理の高速道路と相互に利用できる。ただし、播但道から山陽道及び播磨道に流入した場合は所定のインターチェンジを超えると播但道の割引が適用されない。2017年3月31日より全区間にETC設備が設置された。

## インターチェンジなど
- 全区間兵庫県内に所在。
- IC番号欄の背景色が■である区間は既開通区間に該当する。
施設欄の背景色が■である区間は未開通区間または未供用施設に該当する。
- 路線名の特記がないものは市道。
- バスストップ (BS) のうち、○/●は運用中、◆は休止中の施設。無印はBSなし。
- 英略字は以下の項目を示す。
IC：インターチェンジ、SIC：スマートインターチェンジ、JCT：ジャンクション、SA：サービスエリア、PA：パーキングエリア、TB：本線料金所、BS：バスストップ

| IC 番号 | 施設名           | 接続路線名                                                       | 起点 から (km) | BS | 備考                                                      | 所在地 | 所在地 |
| ------- | ---------------- | ---------------------------------------------------------------- | -------------- | -- | --------------------------------------------------------- | ------ | ------ |
|         | 姫路JCT          | 国道2号 姫路バイパス                                             | 0.0            | -  | キロポストは0.1KPから 姫路バイパス交点のキロポストは0.4KP | 姫路市 | 姫路市 |
| 1       | 大塩別所ランプ   | 県道399号大塩別所線                                              | 0.0            |    | 和田山IC方面出入口                                        | 姫路市 | 姫路市 |
| 2       | 花田IC 花田TB    | 県道397号花田御着停車場線                                        | 4.8            | -  |                                                           | 姫路市 | 姫路市 |
| 3       | 山陽姫路東IC     | E2 山陽自動車道                                                  | 7.1            |    | 一般道路とは未接続                                        | 姫路市 | 姫路市 |
| -       | 豊富PA           | -                                                                | 7.4 7.9        |    | 北行き 和田山方面 南行き 姫路方面                         | 姫路市 | 姫路市 |
| 4       | 豊富ランプ       | 県道218号西田原姫路線                                            | 9.1            |    | 姫路JCT方面出入口                                         | 姫路市 | 姫路市 |
| 5       | 砥堀ランプ       | 国道312号（現道）                                                | 9.8            |    | 和田山IC方面出入口                                        | 姫路市 | 姫路市 |
| 6       | 船津ランプ       | 県道81号小野香寺線                                               | 13.9           |    |                                                           | 姫路市 | 姫路市 |
| 7       | 福崎南TB         | -                                                                | 16.3           | -  | 外側線のみ                                                | 姫路市 | 姫路市 |
| 7       | 福崎南ランプ     | 県道218号西田原姫路線（町道経由）                                | 17.3           |    | 外側線のみ                                                | 神崎郡 | 福崎町 |
| 9       | 福崎IC/JCT       | E2A 中国自動車道                                                 | 17.7           | ○  | 外側線のみ                                                | 神崎郡 | 福崎町 |
| 8       | 福崎北ランプ     | 県道23号三木宍粟線                                               | 18.9           |    | 外側線のみ                                                | 神崎郡 | 福崎町 |
| 8       | 福崎北TB         | -                                                                | 19.1           | -  | 外側線のみ                                                | 神崎郡 | 福崎町 |
| 9       | 市川南ランプ     | 国道312号（現道。町道経由） 県道34号西脇八千代市川線（町道経由） | 22.2           |    |                                                           | 神崎郡 | 市川町 |
| -       | 市川SA           | -                                                                | 27.5           |    |                                                           | 神崎郡 | 市川町 |
| 10      | 市川北ランプ     | 国道312号（現道）                                                | 28.0           |    | 姫路JCT方面出入口                                         | 神崎郡 | 市川町 |
| 11      | 神崎南ランプ     | 県道8号加美宍粟線                                                | 31.4           |    |                                                           | 神崎郡 | 神河町 |
| 12      | 神崎北ランプ     | 国道312号（現道）                                                | 38.4           |    | 姫路JCT方面出入口                                         | 神崎郡 | 神河町 |
| 13      | 生野ランプ       | 県道39号一宮生野線                                               | 43.7           |    | 姫路JCT方面出口                                           | 朝来市 | 朝来市 |
| 14      | 生野北第一ランプ | 国道312号（現道）                                                | 46.2           |    | 和田山IC方面出入口                                        | 朝来市 | 朝来市 |
| 15      | 生野北第二ランプ | 国道312号（現道）                                                | 46.4           |    | 姫路JCT方面出入口                                         | 朝来市 | 朝来市 |
| -       | 朝来SA           | -                                                                | 49.7           |    | 道の駅フレッシュあさご併設                                | 朝来市 | 朝来市 |
| 16      | 朝来IC           | 国道429号 県道70号十二所澤線                                     | 51.7           |    |                                                           | 朝来市 | 朝来市 |
| -       | 和田山TB         | -                                                                | 59.3           | -  |                                                           | 朝来市 | 朝来市 |
| -       | 和田山PA         | -                                                                | 60.3           | -  | 南行きのみ 北行き（59.3km）は2005年5月9日廃止             | 朝来市 | 朝来市 |
| 17      | 和田山IC         | 国道312号（現道）                                                | 63.6           | ○  |                                                           | 朝来市 | 朝来市 |
|         | 和田山JCT        | E72 北近畿豊岡自動車道                                           | 63.7           | -  |                                                           | 朝来市 | 朝来市 |

## 路線状況

### 車線・最高速度
| 区間                            | 車線 上下線=上り線+下り線 | 最高速度 | 設計速度 |
| ------------------------------- | ------------------------- | -------- | -------- |
| 姫路JCT - 福崎南ランプ          | 4=2+2                     | 80 km/h  | 80 km/h  |
| 福崎南ランプ - 福崎北ランプ     | 2=1+1※1                   | 60 km/h  | 60 km/h  |
| 福崎北ランプ - 生野北第二ランプ | 2=1+1※2                   | 60 km/h  | 60 km/h  |
| 生野北第二ランプ - 和田山IC/JCT | 2=1+1※2                   | 70 km/h  | 80 km/h  |

- ※1本線とは別に、並行して片側2車線の各インターチェンジへの集散路が設けられている。
- ※2一部区間に登坂車線及びゆずり車線あり。

### 道路管理者
- 兵庫県道路公社
  - 播但連絡道路管理事務所

#### 所管警察
- 兵庫県警察高速道路交通警察隊[11]
  - 姫路西分駐隊 : 姫路JCT - 山陽姫路東IC
  - 福崎分駐隊 : 山陽姫路東IC - 生野北第一ランプ
  - 和田山分駐隊 : 生野北第一ランプ - 和田山IC/JCT

### 交通量
24時間交通量（台）　道路交通センサス
| 区間                                | 平成17（2005）年度 | 平成22（2010）年度 | 平成27（2015）年度 |
| ----------------------------------- | ------------------ | ------------------ | ------------------ |
| 姫路JCT/大塩別所IC - 花田IC         | 21,206             | 20,919             | 27,248             |
| 花田IC - 山陽道・山陽姫路東IC       | 16,795             | 18,510             | 22,201             |
| 山陽道・山陽姫路東IC - 豊富ランプ   | 16,795             | 18,510             | 22,201             |
| 豊富ランプ - 砥堀ランプ             | 16,795             | 18,510             | 22,201             |
| 砥堀ランプ - 船津ランプ             | 15,460             | 16,053             | 19,531             |
| 船津ランプ - 福崎南ランプ           | 17,004             | 17,559             | 20,848             |
| 福崎南ランプ - 中国道・福崎IC       | 17,004             | 17,559             | 20,848             |
| 中国道・福崎IC - 福崎北ランプ       | 12,087             | 10,866             | 11,540             |
| 福崎北ランプ - 市川南ランプ         | 12,087             | 10,866             | 11,540             |
| 市川南ランプ - 市川北ランプ         | 12,087             | 10,866             | 11,540             |
| 市川北ランプ - 神崎南ランプ         | 06,628             | 04,821             | 05,664             |
| 神崎南ランプ - 神崎北ランプ         | 06,628             | 04,821             | 05,664             |
| 神崎北ランプ - 生野ランプ           | 05,824             | 04,202             | 05,100             |
| 生野ランプ - 生野北第一ランプ       | 05,824             | 04,202             | 05,100             |
| 生野北第一ランプ - 生野北第二ランプ | 05,051             | 03,032             | 04,736             |
| 生野北第二ランプ - 朝来IC           | 05,051             | 03,032             | 04,736             |
| 朝来IC - 和田山IC/JCT               | 04,332             | 03,280             | 04,284             |

（出典：「平成22年度道路交通センサス」・「平成27年度全国道路・街路交通情勢調査」（国土交通省ホームページ）より一部データを抜粋して作成）
- 令和2年度に実施予定だった交通量調査は、新型コロナウイルスの影響で延期された[12]。

## 地理

### 通過する自治体
- 兵庫県
  - 姫路市 - 神崎郡福崎町 - 神崎郡市川町 - 神崎郡神河町 - 朝来市

### 接続する高速道路
- E2 山陽自動車道（山陽姫路東ICで接続）
- E2A 中国自動車道（福崎ICで接続）
- E72 北近畿豊岡自動車道（和田山IC/JCTで接続）
- 姫路バイパス（姫路JCTで接続）